# 3e étape du Tour de France 2014
Pour un article plus général, voir Tour de France 2014.
La 3e étape du Tour de France 2014 s'est déroulée le lundi 7 juillet 2014, entre Cambridge et Londres au Royaume-Uni, sur une distance de 155 km. Elle a été remportée au sprint par le coureur allemand Marcel Kittel, de l'équipe Giant-Shimano.

## Déroulement de la course

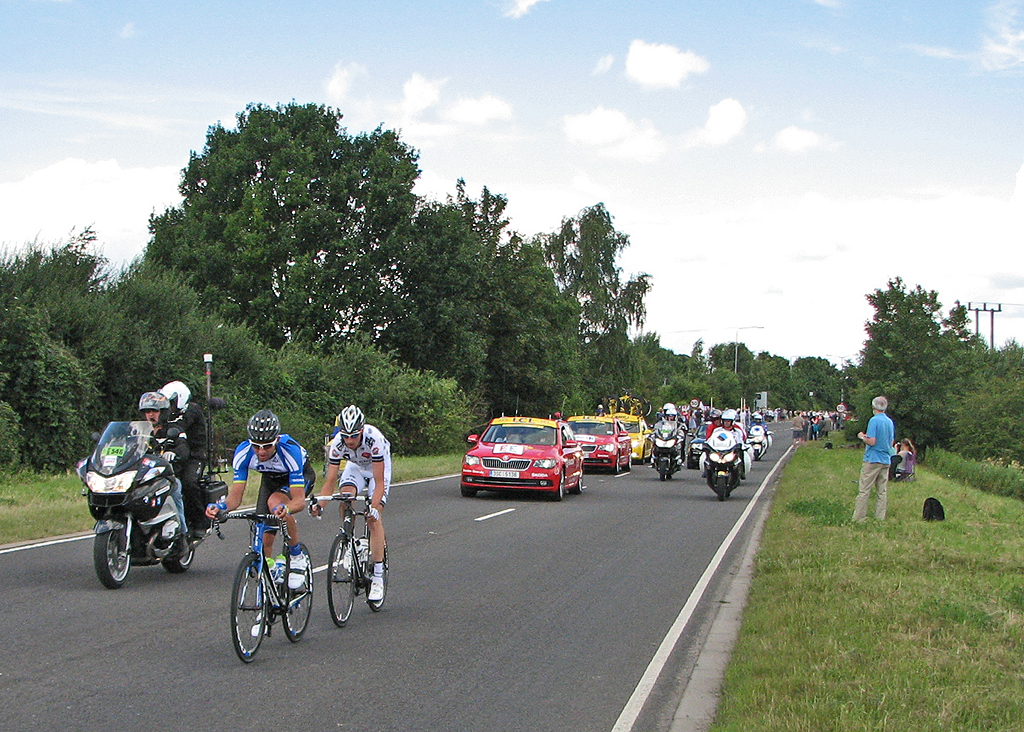
Jan Bárta (NetApp-Endura) et Jean-Marc Bideau (Bretagne-Séché Environnement)

Jan Bárta (NetApp-Endura) et Jean-Marc Bideau (Bretagne-Séché Environnement) s'échappent dès le premier kilomètre. Le peloton, mené par les équipes Astana, Lotto-Belisol et Giant-Shimano, ne leur laisse pas plus de quatre minutes d'avance. À huit kilomètres de l'arrivée, Bideau est repris, puis Barta deux kilomètres plus loin. Parfaitement emmené par ses équipiers, Marcel Kittel domine le sprint. Il devance Peter Sagan et Mark Renshaw. C'est la deuxième victoire de Kittel sur ce Tour.
Le classement général ne subit pas de changement. Sagan garde le maillot vert et Cyril Lemoine le maillot à pois. Jan Barta reçoit le prix de la combativité,.

## Résultats

### Classement de l'étape
| Classement de la 3e étape | Classement de la 3e étape | Classement de la 3e étape | Classement de la 3e étape    | Classement de la 3e étape |
|                           | Coureur                   | Pays                      | Équipe                       | Temps                     |
| ------------------------- | ------------------------- | ------------------------- | ---------------------------- | ------------------------- |
| 1er                       | Marcel Kittel             | Allemagne                 | Giant-Shimano                | en 3 h 38 min 30 s        |
| 2e                        | Peter Sagan               | Slovaquie                 | Cannondale                   | m.t                       |
| 3e                        | Mark Renshaw              | Australie                 | Omega Pharma-Quick Step      | m.t                       |
| 4e                        | Bryan Coquard             | France                    | Europcar                     | m.t                       |
| 5e                        | Alexander Kristoff        | Norvège                   | Katusha                      | m.t                       |
| 6e                        | Danny van Poppel          | Pays-Bas                  | Trek Factory Racing          | m.t                       |
| 7e                        | Heinrich Haussler         | Australie                 | IAM                          | m.t                       |
| 8e                        | José Joaquín Rojas        | Espagne                   | Movistar                     | m.t                       |
| 9e                        | Romain Feillu             | France                    | Bretagne-Séché Environnement | m.t                       |
| 10e                       | Daniel Oss                | Italie                    | BMC Racing                   | m.t                       |
| modifier                  |                           |                           |                              |                           |

### Points attribués
| Sprint intermédiaire de Epping Forest (km 108) | Sprint intermédiaire de Epping Forest (km 108) | Sprint intermédiaire de Epping Forest (km 108) | Sprint intermédiaire de Epping Forest (km 108) | Sprint intermédiaire de Epping Forest (km 108) |
| ---------------------------------------------- | ---------------------------------------------- | ---------------------------------------------- | ---------------------------------------------- | ---------------------------------------------- |
|                                                | Coureur                                        | Pays                                           | Équipe                                         | Point(s)                                       |
| 1er                                            | Jean-Marc Bideau                               | France                                         | Bretagne-Séché Environnement                   | 20                                             |
| 2e                                             | Jan Bárta                                      | Tchéquie                                       | NetApp-Endura                                  | 17                                             |
| 3e                                             | Bryan Coquard                                  | France                                         | Europcar                                       | 15                                             |
| 4e                                             | Peter Sagan                                    | Slovaquie                                      | Cannondale                                     | 13                                             |
| 5e                                             | Elia Viviani                                   | Italie                                         | Cannondale                                     | 11                                             |
| 6e                                             | Arnaud Démare                                  | France                                         | FDJ.fr                                         | 10                                             |
| 7e                                             | Greg Van Avermaet                              | Belgique                                       | BMC Racing                                     | 9                                              |
| 8e                                             | Alexandre Pichot                               | France                                         | Europcar                                       | 8                                              |
| 9e                                             | Fabio Sabatini                                 | Italie                                         | Cannondale                                     | 7                                              |
| 10e                                            | Kévin Réza                                     | France                                         | Europcar                                       | 6                                              |
| 11e                                            | Maciej Bodnar                                  | Pologne                                        | Cannondale                                     | 5                                              |
| 12e                                            | Giovanni Visconti                              | Italie                                         | Movistar                                       | 4                                              |
| 13e                                            | Daniele Bennati                                | Italie                                         | Tinkoff-Saxo                                   | 3                                              |
| 14e                                            | Sérgio Paulinho                                | Portugal                                       | Tinkoff-Saxo                                   | 2                                              |
| 15e                                            | Jérémy Roy                                     | France                                         | FDJ.fr                                         | 1                                              |
| modifier                                       |                                                |                                                |                                                |                                                |

| Classement de l'étape | Classement de l'étape | Classement de l'étape | Classement de l'étape        | Classement de l'étape |
| --------------------- | --------------------- | --------------------- | ---------------------------- | --------------------- |
|                       | Coureur               | Pays                  | Équipe                       | Point(s)              |
| 1er                   | Marcel Kittel         | Allemagne             | Giant-Shimano                | 45                    |
| 2e                    | Peter Sagan           | Slovaquie             | Cannondale                   | 35                    |
| 3e                    | Mark Renshaw          | Australie             | Omega Pharma-Quick Step      | 30                    |
| 4e                    | Bryan Coquard         | France                | Europcar                     | 26                    |
| 5e                    | Alexander Kristoff    | Norvège               | Katusha                      | 22                    |
| 6e                    | Danny van Poppel      | Pays-Bas              | Trek Factory Racing          | 20                    |
| 7e                    | Heinrich Haussler     | Australie             | IAM                          | 18                    |
| 8e                    | José Joaquín Rojas    | Espagne               | Movistar                     | 16                    |
| 9e                    | Romain Feillu         | France                | Bretagne-Séché Environnement | 14                    |
| 10e                   | Daniel Oss            | Italie                | BMC Racing                   | 12                    |
| 11e                   | Zakkari Dempster      | Australie             | NetApp-Endura                | 10                    |
| 12e                   | Ramūnas Navardauskas  | Lituanie              | Garmin-Sharp                 | 8                     |
| 13e                   | Samuel Dumoulin       | France                | AG2R La Mondiale             | 6                     |
| 14e                   | Arnaud Démare         | France                | FDJ.fr                       | 4                     |
| 15e                   | Michael Albasini      | Suisse                | Orica-GreenEDGE              | 2                     |
| modifier              |                       |                       |                              |                       |

## Classements à l'issue de l'étape

### Classement général
| Classement général | Classement général    | Classement général | Classement général | Classement général  |
|                    | Coureur               | Pays               | Équipe             | Temps               |
| ------------------ | --------------------- | ------------------ | ------------------ | ------------------- |
| 1er                | Vincenzo Nibali       | Italie             | Astana             | en 13 h 31 min 13 s |
| 2e                 | Peter Sagan           | Slovaquie          | Cannondale         | + 2 s               |
| 3e                 | Michael Albasini      | Suisse             | Orica-GreenEDGE    | + 2 s               |
| 4e                 | Greg Van Avermaet     | Belgique           | BMC Racing         | + 2 s               |
| 5e                 | Christopher Froome    | Royaume-Uni        | Sky                | + 2 s               |
| 6e                 | Bauke Mollema         | Pays-Bas           | Belkin             | + 2 s               |
| 7e                 | Alberto Contador      | Espagne            | Tinkoff-Saxo       | + 2 s               |
| 8e                 | Alejandro Valverde    | Espagne            | Movistar           | + 2 s               |
| 9e                 | Jurgen Van den Broeck | Belgique           | Lotto-Belisol      | + 2 s               |
| 10e                | Romain Bardet         | France             | AG2R La Mondiale   | + 2 s               |
| modifier           |                       |                    |                    |                     |

### Classement par points
| Classement par points | Classement par points | Classement par points | Classement par points | Classement par points |
| --------------------- | --------------------- | --------------------- | --------------------- | --------------------- |
|                       | Coureur               | Pays                  | Équipe                | Point(s)              |
| 1er                   | Peter Sagan           | Slovaquie             | Cannondale            | 117 points            |
| 2e                    | Marcel Kittel         | Allemagne             | Giant-Shimano         | 90 pts                |
| 3e                    | Bryan Coquard         | France                | Europcar              | 88 pts                |
| modifier              |                       |                       |                       |                       |

### Classement du meilleur grimpeur
| Classement du meilleur grimpeur | Classement du meilleur grimpeur | Classement du meilleur grimpeur | Classement du meilleur grimpeur | Classement du meilleur grimpeur |
| ------------------------------- | ------------------------------- | ------------------------------- | ------------------------------- | ------------------------------- |
|                                 | Coureur                         | Pays                            | Équipe                          | Point(s)                        |
| 1er                             | Cyril Lemoine                   | France                          | Cofidis                         | 6 points                        |
| 2e                              | Blel Kadri                      | France                          | AG2R La Mondiale                | 5 pts                           |
| 3e                              | Jens Voigt                      | Allemagne                       | Trek Factory Racing             | 4 pts                           |
| modifier                        |                                 |                                 |                                 |                                 |

### Classement du meilleur jeune
| Classement général du meilleur jeune | Classement général du meilleur jeune | Classement général du meilleur jeune | Classement général du meilleur jeune | Classement général du meilleur jeune |
|                                      | Coureur                              | Pays                                 | Équipe                               | Temps                                |
| ------------------------------------ | ------------------------------------ | ------------------------------------ | ------------------------------------ | ------------------------------------ |
| 1er                                  | Peter Sagan                          | Slovaquie                            | Cannondale                           | en 13 h 31 min 15 s                  |
| 2e                                   | Romain Bardet                        | France                               | AG2R La Mondiale                     | m.t                                  |
| 3e                                   | Michał Kwiatkowski                   | Pologne                              | Omega Pharma-Quick Step              | m.t                                  |
| modifier                             |                                      |                                      |                                      |                                      |

### Classement par équipes
| Classement par équipes | Classement par équipes | Classement par équipes | Classement par équipes |
|                        | Équipe                 | Pays                   | Temps                  |
| ---------------------- | ---------------------- | ---------------------- | ---------------------- |
| 1re                    | Sky                    | Royaume-Uni            | en 40 h 33 min 45 s    |
| 2e                     | Astana                 | Kazakhstan             | + 12 s                 |
| 3e                     | BMC Racing             | États-Unis             | + 14 s                 |
| modifier               |                        |                        |                        |

## Abandon
Aucun.